# 中心つき七角数
中心つき七角数(ちゅうしんつきななかくすう、Centered heptagonal number)は、七角形の中心つき多角数である。中心の点を取り巻くように正七角形の形に点を並べた時の点の総数である。n番目の中心つき七角数は、以下の式で与えられる。
{\displaystyle C_{7,n}={\frac {7n^{2}-7n+2}{2}}}
n − 1 番目の三角数に7をかけ、1を加えることでも計算できる。
最初のいくつかの中心つき七角数は、次の通りである。
1, 8, 22, 43, 71, 106, 148, 197, 253, 316, 386, 463, 547, 638, 736, 841, 953, ... オンライン整数列大辞典の数列 A069099
中心つき七角数の偶奇性は、奇数、偶数、偶数、奇数の順番である。

## 中心つき七角素数
中心つき七角素数は、中心つき七角数でもある素数である。最初のいくつかの中心つき七角素数は、次の通りである。
43, 71, 197, 463, 547, 953, 1471, 1933, 2647, 2843, 3697, ... オンライン整数列大辞典の数列 A144974
中心つき七角双子素数は、次の通りである。
43, 71, 197, 463, 1933, 5741, 8233, 9283, 11173, 14561, 34651, ... オンライン整数列大辞典の数列 A144975